# Christel Köhle-Hezinger

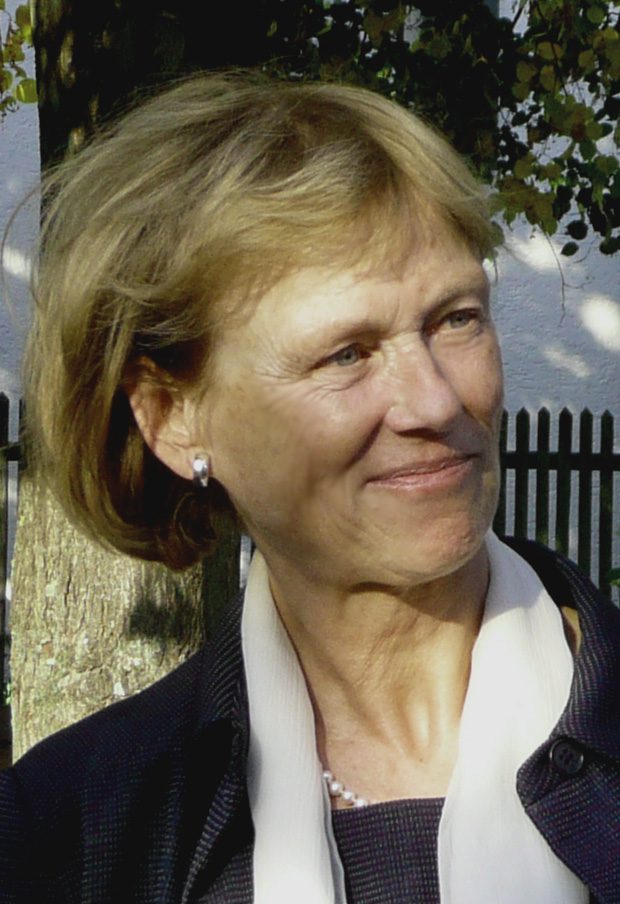
Christel Köhle-Hezinger (2009)

Christel Köhle-Hezinger (* 7. November 1945 in Eßlingen am Neckar) ist eine deutsche Volkskundlerin und Mitbegründerin des Bereichs Volkskunde/Kulturgeschichte an der Friedrich-Schiller-Universität Jena.

## Akademischer Werdegang
Christel Köhle-Hezinger studierte Deutsche Volkskunde (Empirische Kulturwissenschaft), Amerikanistik, Germanistik und Landesgeschichte in Tübingen, Bonn und Zürich. Sie promovierte 1976 in Tübingen. Währenddessen und im Anschluss folgten Lehrtätigkeiten in Stanford (1975–1977), Tübingen und Stuttgart (1977–1987) sowie an diversen Fachhochschulen. Daneben war sie freiberuflich wissenschaftlich tätig, unter anderem arbeitete sie an Museums- und Ausstellungskonzeptionen, Buchprojekten sowie im Bereich der öffentlichen Kulturarbeit.
Von 1988 bis 1994 war sie wissenschaftliche Angestellte am Ludwig-Uhland-Institut für empirische Kulturwissenschaften der Universität Tübingen, darauf folgte eine Professur für Europäische Ethnologie und Kulturforschung an der Philipps-Universität Marburg.
1998 wurde sie zur Gründung des Lehrstuhls für Volkskunde (Empirische Kulturwissenschaft) an die Friedrich-Schiller-Universität in Jena berufen und hatte diesen bis 2011 inne. Hier war sie von 2005 bis 2007 Prodekanin der Philosophischen Fakultät und seit dem Wintersemester 2007/08 bis 2011 Vertreterin der Philosophischen Fakultät im Senat. Seit dem 1. April 2011 ist sie emeritiert.

### Forschungsschwerpunkte und Forschungsprojekte
- Kulturgeschichte, insbesondere des 18. bis 20. Jahrhunderts (Alltagsgeschichte, Frauen, Frömmigkeit)
- Orts- und Regionalforschung (Dorf und Ländlicher Raum, Museen, Industriekultur)
- Erbauung und Kommunikation / Frauen im Pietismus des 18. Jahrhunderts.
- Leitung des Teilprojekts A5: Erfahrungsräume und Erwartungshorizonte im Generationenumbruch. Beteiligungschancen und Deutungssysteme ausgewählter Kultureliten im SFB 580: Gesellschaftliche Entwicklungen nach dem Systemumbruch. Diskontinuität, Tradition und Strukturbildung

### Mitgliedschaften und Funktionen
- Akademie gemeinnütziger Wissenschaften zu Erfurt
- Vorsitzende des Wissenschaftlichen Beirates des Hauses der Geschichte Baden-Württemberg[1]
- Vorsitzende der Volkskundlichen Kommission für Thüringen[2]
- Deutsche Gesellschaft für Volkskunde
- Thüringer Vereinigung für Volkskunde
- Schweizerische Gesellschaft für Volkskunde
- Alemannisches Institut Freiburg und Tübingen
- Württembergischer Geschichts- und Altertumsverein
- Hessische Vereinigung für Volkskunde
- Tübinger Vereinigung für Volkskunde
- Verein für württembergische Kirchengeschichte
- Frauen & Geschichte Baden-Württemberg
- Kommission Frauenforschung der Deutschen Gesellschaft für Volkskunde
- Wissenschaftlicher Beirat am Institut für Sächsische Geschichte und Volkskunde[3]
- Stellvertretendes Mitglied der EKD-Synode (kooptiert)
- Mitglied der EKM-Synode (kooptiert)
- Kuratorin in Museumsbeiräten, Kulturförderpreisen, Ausstellungen

## Publikationen (Auswahl)
- Evangelisch, katholisch: Untersuchung zu konfessionellem Vorurteil und Konflikt im 19. und 20. Jh. vornehmlich am Beispiel Württembergs. Tübinger Vereinigung für Volkskunde, Tübingen 1976, DNB 770555675 (= Untersuchungen des Ludwig-Uhland-Instituts der Universität Tübingen, Band 40; Dissertation Eberhard Karls Universität Tübingen, Fachbereich Sozial- und Verhaltenswissenschaft, Pädagogik 1976).
- mit Julian Aicher: Kultur im ländlichen Raum. Tübingen 1989.
- Maria Bidlingmaier: Die Bäuerin in zwei Gemeinden Württembergs (1918). Neuedition, Schweier, Kirchheim/Teck 1990, ISBN 3-921829-30-5.
- mit Walter Ziegler (Hrsg.): „Der glorreiche Lebenslauf unserer Fabrik“. Zur Geschichte von Dorf und Baumwollspinnerei Kuchen. Weißenhorn 1991.
- Die Maschinenfabrik in Esslingen: 1846–1965; eine Fabrik verändert die Stadt, herausgegeben durch die Esslinger Bank, Esslingen am Neckar 1991, DNB 931490227 (= Schriftenreihe Esslingen – Geschichte, Persönlichkeiten, Wirtschaft, Band 8).
- Der neuen Welt ein neuer Rock: Studien zu Kleidung, Körper und Mode an Beispielen aus Württemberg. Stuttgart 1993.
- Stricken – daheim und in der Fabrik: zur Erwerbsgeschichte von Pliezhausen im 19. und 20. Jahrhundert, herausgegeben von der Gemeinde Pliezhausen und Dorfmuseum Ahnenhaus, Pliezhausen 1993, DNB 940545470 (= Pliezhäuser Geschichten, Band 1).
- als Herausgeberin: Frauenstudien Baden-Württemberg. Tübingen 1993 ff. (10 Bde.).
- Neue Siedlungen – Neue Fragen. Eine Folgestudie über Heimatvertriebene in Baden-Württemberg – 40 Jahre danach. Silberburg-Verlag, Tübingen 1995, ISBN 3-87407-219-3.
- Barockes Welttheater. (Edition einer Chronik d. J. 1716–1727), Stuttgart 1996.
- Männlich. Weiblich. Zur Bedeutung der Kategorie Geschlecht in der Kultur. Münster 1999.
- mit Silke Göttsch (Hrsg.): Komplexe Welt. Kulturelle Orientierungssysteme als Orientierung. Münster 2003.
- mit Stefan Michel (Hrsg.): Vom Glauben der Leute. Hermann Gebhardt – Ein Dorfpfarrer im 19. Jahrhundert. (Beiträge zur Thüringischen Kirchengeschichte. Neue Folge 1). Weimar 2004.
- mit Kathrin Pöge-Alder (Hrsg.): Europas Mitte – Mitte Europas. Europa als kulturelle Konstruktion. Jena 2008.
- mit Anita Bagus, Kathrin Pöge-Alder (Hrsg.) und Stefan Kuhirt (Mitarbeiter): Alltagskultur sakral–profan. Ausgewählte Aufsätze. Waxmann, Münster u. a. 2011, ISBN 978-3-8309-2425-8.

## Auszeichnungen
- Esslinger Kulturpreis 2003[4][5]
- Daniel-Pfister-Preis 2008[6]
- Bernhard-von-Lindenau-Medaille 2013
- Bundesverdienstkreuz am Bande 2022[7][5]